# Džon Kolins Voren
Džon Kolins Voren (engl. John Collins Warren, Boston, 1. avgust 1778 — Boston, 4. maj 1856), bio je jedan od najčuvenijih američkih hirurga 19. veka, prvi dekan Harvard Medical School (1816–1819) i jedan od osnivača Massachusetts General Hospital u Bostonu. Najzaslužniji je za pokretanje časopisa The New England Journal of Medicine and Surgery and Collateral Branches of Science (čiji je prvi broj izišao u januaru 1812). U njemu je Warren objavio i prvi članak. Danas je to čuveni časopis The New England Journal of Medicine (NEJM).

## Život i karijera
Rođen je 1. avgusta 1778. godine u Bostonu. Diplomirao je na Harvardu 1797. godine, a zatim je počeo da se bavi medicinom sa svojim ocem, dr Džonom Vorenom. Godine 1799. nastavio je medicinske studije u Londonu i Parizu, radeći sa takvim autoritetom onoga vremena kao što je bio pionir anatomije Sir Astley Cooper (1768—1841).
Po povratku u Ameriku 1802. godine, Voren je stupio u partnerstvo sa svojim ocem i počeo da mu pomaže u držanju predavanja iz anatomije, disekcije i drugih praktičnih demonstracija na medicinskoj školi u Harvardu.
Godine 1809. imenovan je za pomoćnog profesora anatomije i hirurgije. Nakon očeve smrti, preuzeo njegovo zvanje profesora anatomije i hirurgije. Na toj funkciji dobio je zvanje emeritus profesora 1847. godine
Džon Kolins Voren, ne samo da je bio prvi dekan Harvardskog Medicinskog fakulteta već i jedan od glavnih inicijatora za njegovo premeštanja iz Kembridža u Boston kako bi fakultet imao bolji pristup kliničkim ustanovama.
Ime Džona Kolinsa Vorena je takođe neposredno vezano i za osnivanjem Opšte bolnice u Masačusetsu, u kojoj je bio njen prvi hirurg i član Odbora za konsultacije, sve do svoje smrti 4. maja 1856. godine.

## Delo
Doktor Džon Kolins Voren je tokom svoje karijere važio za iskusanog hirurga u operacijama tumora, katarakte i amputacija. On je izveo i prvu operaciju kile i prvu korekciju rascepa mekog nepca u Americi.
Njegova najpoznatija operacija dogodila se 16. oktobra 1846. u Opštoj bolnici u Masačusetsu, kada je pozvan da izvede prvu javnu demonstraciju hirurškog zahvata na pacijentu pod eterskom anestezijom. Događaj je ovako ostao opisan u njegovom dnevniku za taj dan: 
„Jutros smo u bolnici obavili zanimljivu operaciju, dok je pacijent bio pod uticajem pripreme od strane dr Mortona koji je nastojao da kod pacijenta spreči bol. Upotrebljena supstanca je bila sumporni etar.
Dr Džon Kolins Voren je brzo shvatio izuzetne prednosti koje nudi „Mortonova priprema" u hirurškim procedurama, i sve vreme je svojim radom i publikacijama zagovarao primenu eterizacije u hirurgiji.
Tokom svoje duge karijere, za sobom je ostavio izvanrednu nastavnu zbirku anatomskih i patoloških preparata. Zbirku je predao korporaciji Harvard 1847. zajedno sa 5.000 dolara, što je kasnije poslužilo za osnivanje Anatomskog muzeja Warren.

## Bibliografija
- Description of an Egyptian mummy, presented to the Massachusetts General Hospital: with an account of the operation of embalming in ancient and modern times. Boston, 1824?
- A comparative view of the sensorial and nervous systems in men and animals. Boston, J. W. Ingraham, 1822.
- Etherization: with Surgical Remarks. Boston, Ticknor, 1848.
- Effects of chloroform and of strong chloric ether, as narcotic agents. Boston, Ticknor, 1849.
- The preservation of health. With remarks on constipation, old age, use of alcohol in the preparation of medicines. Boston, Ticknor, Reed and Fields, 1854.
- Remarks on some fossil impressions in the sandstone rocks of Connecticut River. Boston, Ticknor and Fields, 1854.
- The Mastodon giganteus of North America. 2d ed., with additions. Boston, Wilson, 1855.

## Spoljašnje veze
- на сајту Пројекат Гутенберг (језик: енглески)
- Džon Kolins Voren на сајту Internet Archive (језик: енглески)